# Улица Гайдара (Апатиты)
Улица Гайдара — улица в городе Апатиты названа в честь советского детского писателя, участника Гражданской и Великой Отечественной войн Аркадия Гайдара.

## История
Там где сегодня ул. Гайдара пересекается с ул. Строителей располагался лагерь заключённых; последние бараки были снесены только в 1970-х со строительством сегодняшней ул. Гайдара. В начале 1970-х в доме 2 по ул. Гайдара располагался Музей-архив изучения и освоения севера, перед входом в который на специальном постаменте возвышался бронзовый колокол. В сегодняшнем виде улица создана по проекту городского развития 1976 года. Застроена пятиэтажными зданиями.

## Расположение улицы
Расположена улица на юге основной части города, идёт с севера на юг.
Начинается улица Гайдара от площади Геологов, пересекая улицу Дзержинского, идёт на юг до улицы Строителей, где и заканчивается.

## Пересекает улицы

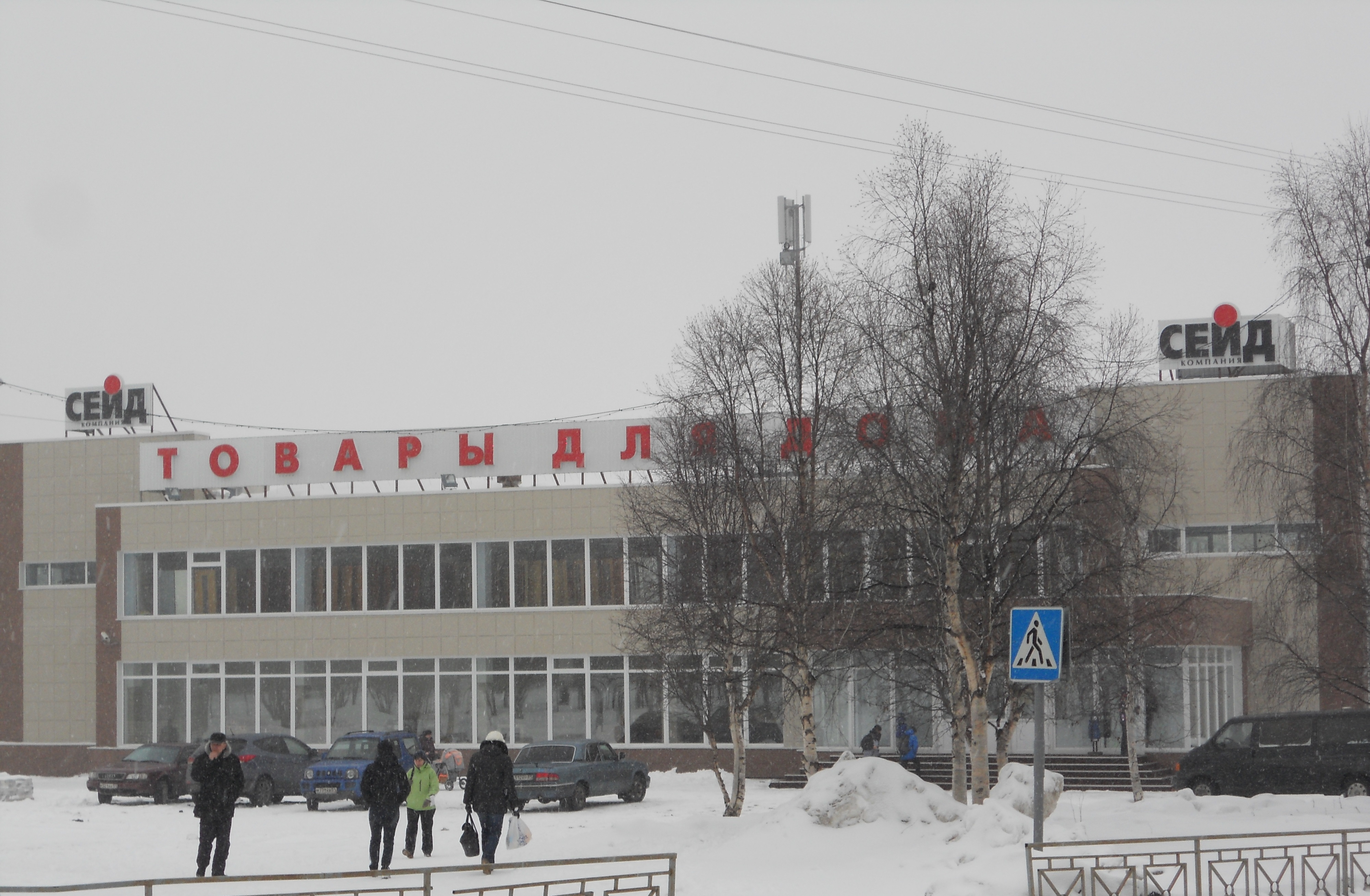
магазин стройматериалов «Сейд»

- пл. Геологов
- ул. Дзержинского
- ул. Строителей

## Здания
- № 1а — Детский сад «Мишутка».
- № 5 — магазин стройматериалов «Сейд».

## Транспорт
Через улицу не ходит городской транспорт.